# XVIII Premis Cinematogràfics José María Forqué
La cerimònia dels XVIII Premis Cinematogràfics José María Forqué es va celebrar a la Sala Roja dels Teatros del Canal de Madrid el 22 de gener de 2013. Es tracta d'uns guardons atorgats anualment des de 1996 per l'EGEDA com a reconeixement a les millors produccions cinematogràfiques espanyoles pels seus valors tècnics i artístics produïdes entre l'1 de gener i el 31 de desembre de 2012. La llista de nominats es va fer pública el 3 de gener de 2013.
La gala fou presentada per l'actor Alex O'Dogherty, dirigida per Juan Estelrich Revesz i retransmesa per La 1. A la cerimònia hi va estar present el ministre de cultura espanyol, José Ignacio Wert. El moment més emotiu va arribar quan Luis Merlo va homenatjar als difunts Tony Leblanc, Sancho Gracia, Fernando Guillén, Juan Luis Galiardo i el seu pare Carlos Larrañaga.

## Nominacions i premis
Els nominats i guanyadors d'aquesta edició foren: 
| Millor pel·lícula | Millor documental o animació                                                                           |
| --- | --- |
| - Blancaneu - Grupo 7 - El artista y la modelo - The Impossible                                                        | - Les aventures de Tadeu Jones de Enrique Gato                                                         |
| Millor actor | Millor actriu                                                                                          |
| - José Sacristán per Madrid, 1987 - Antonio de la Torre Martín per Grupo 7 - Jean Rochefort per El artista y la modelo | - Maribel Verdú per Blancaneu - Macarena García per Blancaneu - Carmina Barrios per Carmina o revienta |
| Medalla d'honor | |
| Gerardo Herrero | |